# Pseudosynagelides australensis
Pseudosynagelides australensis is een spinnensoort uit de familie springspinnen (Salticidae). De soort komt voor in Queensland.